# Eugen Reintjes
Eugen Reintjes (* 29. Februar 1884 in Emmerich; † 13. April 1966 in Hameln) war ein niederländischer Fabrikant sowie Förderer des Sports und der Gesundheitsfürsorge.

## Leben
Sein aus den Niederlanden stammender Vater Theodor Reintjes gründete im Jahre 1879 einen Maschinenbaubetrieb in Emmerich, dem im Jahre 1898 eine eigene Gießerei angegliedert wurde. Örtlich bedingt bekam er Verbindung zum Schiffbau. In der Folgezeit wurde aus dem Maschinenbaubetrieb ein Spezialbetrieb für Schiffsschrauben, Wellenanlagen und Schiffsdrucklagern.
Nachdem Eugen Reintjes auf der technischen Hochschule in Hagen ein Ingenieursexamen absolviert hatte, übernahm er 1912 den Betrieb seines Vaters. In jener Zeit, als der Schiffsantrieb mit der Ablösung des Dampfmaschinenantriebs durch den Dieselmotor in eine neue Phase der Entwicklung trat, war es dem jungen Unternehmer und Ingenieur geglückt, nach eigenen Plänen und Konstruktionen Getriebe für den Schiffsantrieb zu entwickeln und zu bauen. Im Jahre 1929 wurde das erste Schiffsgetriebe für eine Barkasse nach Hamburg geliefert. Reintjes suchte nach neuen Wegen auf dem Schiffsantriebsektor. So wurden in seinem Werk auch Verstellpropelleranlagen gebaut.
Im Zweiten Weltkrieg wurde sein Unternehmen ein Rüstungsbetrieb, der 630 Mitarbeiter in seiner Geschossdreherei beschäftigte. Reintjes durfte während des Krieges seine Fabrik nicht mehr betreten, da sie kriegswichtiges Gerät herstellte, und er als Ausländer spionageverdächtig war. Seine Entwicklung für hydraulisch schaltende Wendegetriebe wurde Reintjes nach Kriegsende von den Holländern als Feindbegünstigung angelastet, weshalb er in Holland zu eineinviertel Jahren Gefängnis verurteilt wurde. Dieser Umstand dürfte eine erhebliche Rolle bei der Entscheidung für den dauerhaften Unternehmensstandort Deutschland gespielt haben. Bei einem Luftangriff wurden am 7. Oktober 1944 sämtliche Werksgebäude in Emmerich zerstört. Auch die Konstruktionsunterlagen fielen den Bomben zum Opfer. 1947 ordneten die Alliierten die Demontage der Fabrikationsanlagen an. Sämtliche moderneren und brauchbaren Maschinen wurden als Reparationsleistungen des ehemaligen Rüstungsbetriebes demontiert und abtransportiert. Zurück blieben nur alte und unwirtschaftliche Anlagen.
Mit Unterstützung der Behörden konnte das Unternehmen neue Fertigungshallen in einer ehemaligen Wollfabrik in Wagenfeld einrichten. Hier arbeitete Reintjes mit seinen zunächst etwa 50 Mitarbeitern bis Mai 1950. Fehlende Unterlagen und schlechte Werkzeuge der Nachkriegszeit erschwerten die Arbeit erheblich. Da die Werksanlagen in Wagenfeld nicht mehr den Anforderungen genügten, suchte Reintjes nach geeigneteren Gebäuden. Am 15. Mai 1950 verlagerte Reintjes seinen gesamten Maschinenpark nach Hameln. In der Werftstraße wurde mit 60 Mitarbeitern, die teilweise noch aus Emmerich und Wagenfeld stammten, zunächst die Schiffsgetriebeproduktion wieder aufgenommen. Die besseren Fertigungsmöglichkeiten in Hameln erlaubten es, dass 1952 neu erstellte Pläne und Patente für Verstellpropelleranlagen ausgewertet werden konnten. Im gleichen Jahr wurden auch die Produktion der  Verstellpropelleranlagen wieder aufgenommen. Unter Einschaltung der Besatzungsbehörden gelang es ihm, die ehemaligen Reparaturhallen für Flugmotoren der Kaminskiwerke in Hameln zu erwerben. Gegenüber den  Hallen in der Werftstraße gab es zudem geräumige Holzbaracken, die in den Zeiten der Wohnungsnot als Wohnungen für einen Teil der Belegschaft dienten.
Durch den Ausbau eines weltweiten Händler- und Service-Netzes für Schiffsgetriebe konnte das Unternehmen expandieren. Im Juni 1971 zog die Reintjes GmbH an den heutigen Standort in der Eugen-Reintjes-Straße in Hameln um.

## Sammler und Stifter

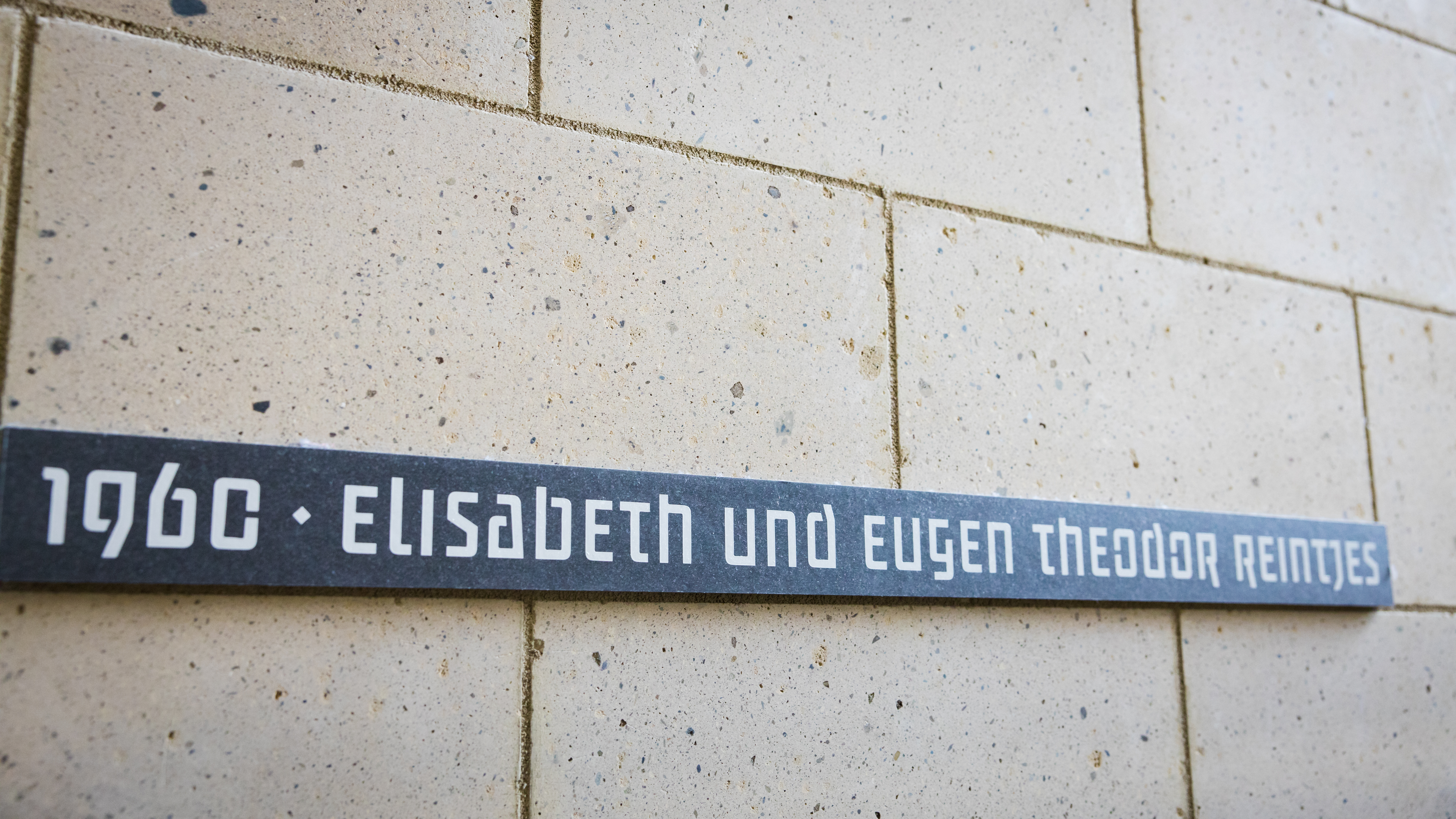
Stifterplakette im Wallraf-Richartz-Museum Fondation Corbout

Eugen Reintjes war gemeinsam mit seiner Frau Elisabeth ein Kunstfreund und -förderer sowie ein Stiftungsgeber. Er sammelte Gemälde vorwiegend niederländischer Meister und wertvolle Porzellanfiguren. Seine 1925 bezogene „Villa Reintjes“ wurde im Laufe der Zeit zu einem  Privatmuseum. Während des Zweiten Weltkrieges ließ er seine Kunstschätze auslagern, so dass sie den Bombenangriff vom 7. Oktober 1944, bei dem Haus und Fabrik in Emmerich vollständig zerstört wurden, unversehrt überstanden. Die Werke sind heute im Wallraf-Richartz-Museum in Köln, dem er und seine Frau ihre Sammlung von 300 Gemälden, Plastiken, Porzellanen, Möbeln und Teppichen schenkten.
1962 brachte Reintjes sein Gesellschafter-Stammkapital in die gemeinnützige Eugen-Reintjes-Stiftung zur Förderung des Gesundheits- und Sozialwesens in der Stadt Hameln. Mit diesen Mitteln betreibt die Stiftung seit 1975 einen Kindergarten in der Großehofstrasse.
1964 errichteten die Eheleute Reintjes in Emmerich die „Eugen-und-Elisabeth-Reintjes-Stiftung“. Das Stiftungsvermögen aus Wertpapieren und Grundbesitz fiel je zur Hälfte der Stadt Emmerich und dem St. Willibrord-Spital Emmerich-Rees gGmbH. Die Stadt Emmerich verwendete ihre Hälfte zum Unterhalt der Sport- und Erholungsstätten. Heute betreibt die Stadt Emmerich mit den Mitteln der Stiftung das Hallenbad und das „Eugen-Reintjes-Stadion“.

## Ehrungen

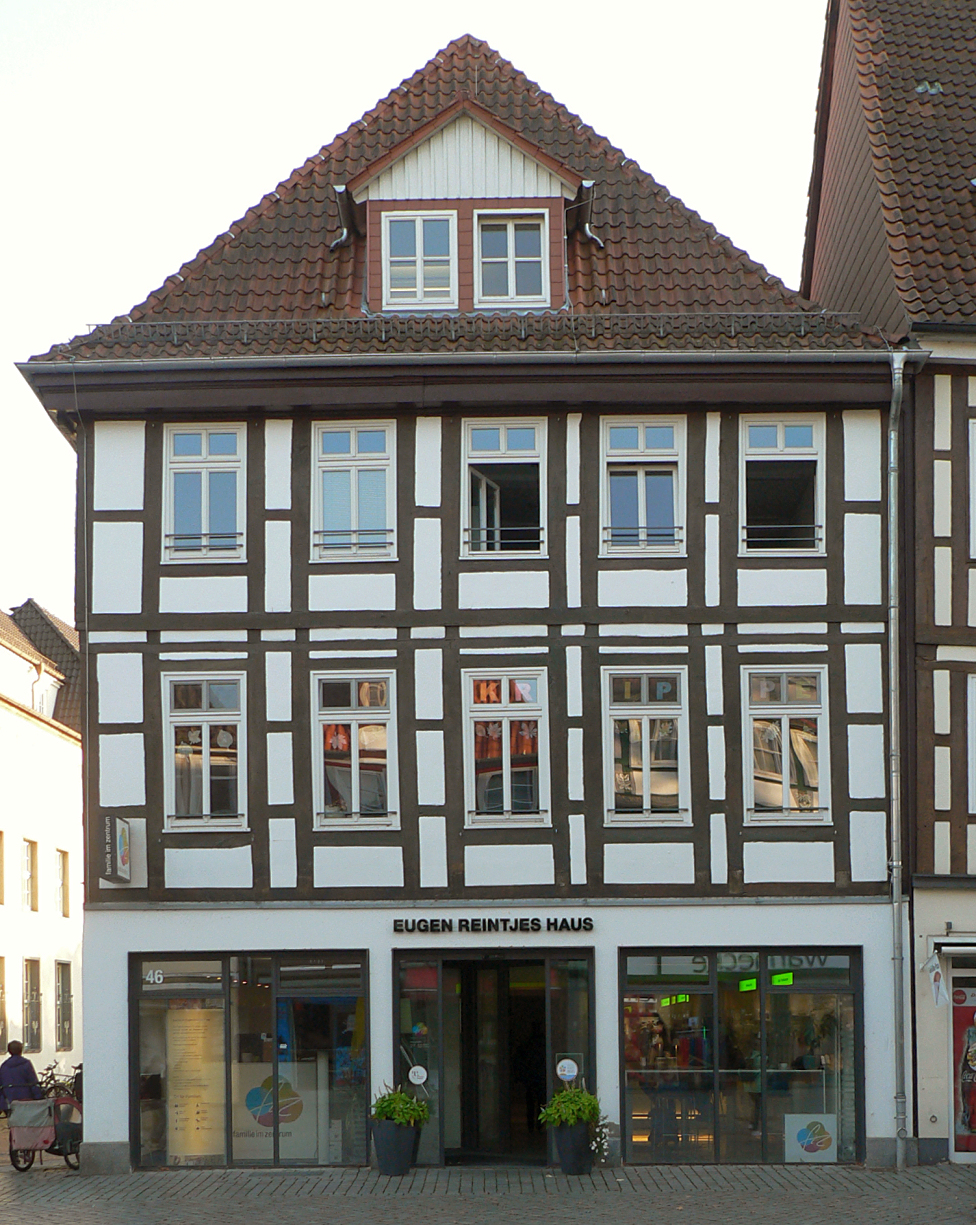
„Eugen-Reintjes-Haus“ in Hameln

Am 1. März 1962 wurde Eugen Reintjes die Ehrenbürgerschaft der Stadt Emmerich verliehen.
Reintjes Großherzigkeit führte auch zu ehrenden Namensgebungen. Neben dem „Eugen-Reintjes-Kindergarten“ und „Eugen-und-Elisabeth-Reintjes-Stadion“ existieren in Hameln eine Eugen-Reintjes-Straße (Firmensitz) und eine Eugen-Reintjes-Schule. In Emmerich gibt es eine Elisabeth-Reintjes-Straße und in Emmerich Rees ein  Segelflugzeug namens „Eugen Reintjes“. In ’s-Heerenberg, dem Alterswohnsitz von Eugen Reintjes gibt es einen Reintjesweg.